# Sicherheitssoftware

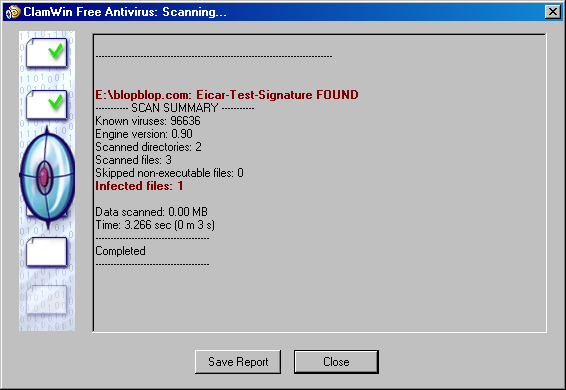
Der Virenscanner “ClamWin Free Antivirus” schlägt bei der EICAR-Testdatei an.

Der Begriff Sicherheitssoftware steht für eine Vielzahl von Programmen, die dazu dienen, die Betriebsbereitschaft eines Computers oder Netzwerkes für den gewünschten Einsatzzweck zu erhalten, die Verfügbarkeit von Daten sicherzustellen bzw. einzuschränken und Zugriffsrechte auf das System abzusichern. Wesentliche Punkte sind hier die sogenannten technischen Schutzziele oder Sicherheitsziele:
- Authentizität (Authenticity)
- Autorisierung (Authorization)
- Rechenschaft (klare Verantwortlichkeit) (Accountability, siehe auch RACI)
- Integrität (Integrity)
- Vertraulichkeit (Confidentiality)
- Verfügbarkeit (Availability)
- Verbindlichkeit/Nicht-Leugbarkeit (Non-Repudiation)
- Anonymisierung und Pseudonymisierung (Privacy)

Sicherheitssoftware kann einen umfassenden und zuverlässigen Schutz nur liefern, wenn sie regelmäßig aktualisiert wird, um den Computernutzer jederzeit vor neuen Gefahren zu schützen. Dies betrifft nicht nur die Aktualität des Programmcodes selbst, sondern auch die Aktualität der von den Programmen verwendeten Daten.
Da Sicherheitssoftware tief in das Betriebssystem integriert werden muss, um die Schutzfunktionen zu realisieren, müssen sie von einem Benutzer mit Systemadministrator-Rechten installiert und gewartet werden. Die automatische Wartung bei der Aktualisierung von Software und Signaturen geschieht jedoch in der Regel automatisch zum Beispiel durch ein Dienstprogramm im Hintergrund, ohne dass der Benutzer oder ein Administrator eingreifen muss.

## Arten von Sicherheitsprogrammen
Unter diesen Punkten erkennt man Schadprogrammen durch Virenscanner und ähnliche Programme, Intrusion Detection Systems oder Honeypots, das Absichern der Verbindung durch Firewalls oder Personal Firewalls, das Ausfiltern unerwünschter Inhalte durch Spamfilter und Kindersicherungen bzw. durch Contentfilter, der Schutz vor Datenverlust durch Datensicherung und der Schutz vor unbefugtem Zugriff auf Daten durch Verschlüsselungssoftware. Des Weiteren können mithilfe sogenannter Vulnerability Scannern Schwachstellen entdeckt werden; zusätzlich gibt es Tests, die die Funktion von Sicherheitssoftware überprüfen sollen, so etwa die EICAR-Testdatei für Virenscanner oder den GTUBE-String für Spamfilter.

### Sicherheitspakete
Oft werden mehrere Schutzprogramme zu Sicherheitspaketen (englisch: Security Suites oder Security Packs) vereinigt. Meist enthalten diese Pakete ein Antivirenprogramm und eine Personal Firewall. Verschiedene Anbieter reichern ihre Sicherheitspakete darüber hinaus mit weiteren Schutzfunktionen, wie zum Beispiel Antispam, Antiphishing oder Kindersicherung aus. Anti-Spyware kann bereits in der Antivirenfunktion integriert sein, wird aber auch gerne als zusätzliches Produkt beworben. Ferner werden auch spezielle Funktionen zur Überwachung von Funknetzen angeboten. Der Vorteil von Sicherheitspaketen besteht in der Regel darin, dass die vielfältigen Funktionen und Rückmeldungen unter einer einheitlichen Benutzeroberfläche integriert sind.
Sicherheitspakete werden mit Einzelplatzlizenz, für Betreiber von lokalen Netzwerken, wie zum Beispiel in Familien, Wohngemeinschaften oder Kleinunternehmen, oder aber für Besitzer von Arbeitsplatzsystemen und Notebooks auch mit Mehrplatzlizenzen vertrieben.

## Marktanteile
Nach Angaben der Gartner Inc. stiegen die Erlöse der Softwarehersteller für Sicherheitssoftware im Jahr 2015 auf 22,1 Milliarden US-Dollar.
| Unternehmen       | Land               | Erlöse               | Marktanteil |
| ----------------- | ------------------ | -------------------- | ----------- |
| Symantec          | Vereinigte Staaten | 3,35 Mrd. US-Dollar  | 15,2 %      |
| Intel             | Vereinigte Staaten | 1,75 Mrd. US-Dollar  | 7,9 %       |
| Trend Micro       | Japan              | 0,99 Mrd. US-Dollar  | 4,5 %       |
| IBM               | Vereinigte Staaten | 1,45 Mrd. US-Dollar  | 6,6 %       |
| EMC Corporation   | Vereinigte Staaten | 0,76 Mrd. US-Dollar  | 3,4 %       |
| Sonstige Anbieter |                    | 13,77 Mrd. US-Dollar | 62,4 %      |